# Single numer jeden w roku 1968 (USA)
Notowanie Billboard Hot 100 przedstawia najlepiej sprzedające się single w Stanach Zjednoczonych. Publikowane jest ono przez magazyn Billboard, a dane kompletowane są przez Nielsen SoundScan w oparciu o cotygodniowe wyniki sprzedaży cyfrowej oraz fizycznej singli, a także częstotliwość emitowania piosenek na antenach stacji radiowych.

## Historia notowania
| Data publikacji | Piosenka                           | Artysta                    |
| --------------- | ---------------------------------- | -------------------------- |
| 6 stycznia      | "Hello, Goodbye"                   | The Beatles                |
| 13 stycznia     | "Hello, Goodbye"                   | The Beatles                |
| 20 stycznia     | "Judy in Disguise (With Glasses)"  | John Fred                  |
| 27 stycznia     | "Judy in Disguise (With Glasses)"  | John Fred                  |
| 3 lutego        | "Green Tambourine"                 | The Lemon Pipers           |
| 10 lutego       | "L'amour est bleu"                 | Paul Mauriat               |
| 17 lutego       | "L'amour est bleu"                 | Paul Mauriat               |
| 24 lutego       | "L'amour est bleu"                 | Paul Mauriat               |
| 2 marca         | "L'amour est bleu"                 | Paul Mauriat               |
| 9 marca         | "L'amour est bleu"                 | Paul Mauriat               |
| 16 marca        | "(Sittin' On) The Dock of the Bay" | Otis Redding               |
| 23 marca        | "(Sittin' On) The Dock of the Bay" | Otis Redding               |
| 30 marca        | "(Sittin' On) The Dock of the Bay" | Otis Redding               |
| 6 kwietnia      | "(Sittin' On) The Dock of the Bay" | Otis Redding               |
| 13 kwietnia     | "Honey"                            | Bobby Goldsboro            |
| 20 kwietnia     | "Honey"                            | Bobby Goldsboro            |
| 27 kwietnia     | "Honey"                            | Bobby Goldsboro            |
| 4 maja          | "Honey"                            | Bobby Goldsboro            |
| 11 maja         | "Honey"                            | Bobby Goldsboro            |
| 18 maja         | "Tighten Up"                       | Archie Bell and the Drells |
| 25 maja         | "Tighten Up"                       | Archie Bell and the Drells |
| 1 czerwca       | "Mrs. Robinson"                    | Simon and Garfunkel        |
| 8 czerwca       | "Mrs. Robinson"                    | Simon and Garfunkel        |
| 15 czerwca      | "Mrs. Robinson"                    | Simon and Garfunkel        |
| 22 czerwca      | "This Guy's in Love With You"      | Herb Alpert                |
| 29 czerwca      | "This Guy's in Love With You"      | Herb Alpert                |
| 6 lipca         | "This Guy's in Love With You"      | Herb Alpert                |
| 13 lipca        | "This Guy's in Love With You"      | Herb Alpert                |
| 20 lipca        | "Grazing in the Grass"             | Hugh Masekela              |
| 27 lipca        | "Grazing in the Grass"             | Hugh Masekela              |
| 3 sierpnia      | "Hello, I Love You"                | The Doors                  |
| 10 sierpnia     | "Hello, I Love You"                | The Doors                  |
| 17 sierpnia     | "People Got to Be Free"            | The Rascals                |
| 24 sierpnia     | "People Got to Be Free"            | The Rascals                |
| 31 sierpnia     | "People Got to Be Free"            | The Rascals                |
| 7 września      | "People Got to Be Free"            | The Rascals                |
| 14 września     | "People Got to Be Free"            | The Rascals                |
| 21 września     | "Harper Valley PTA"                | Jeannie C. Riley           |
| 28 września     | "Hey Jude"                         | The Beatles                |
| 5 października  | "Hey Jude"                         | The Beatles                |
| 12 października | "Hey Jude"                         | The Beatles                |
| 19 października | "Hey Jude"                         | The Beatles                |
| 26 października | "Hey Jude"                         | The Beatles                |
| 2 listopada     | "Hey Jude"                         | The Beatles                |
| 9 listopada     | "Hey Jude"                         | The Beatles                |
| 16 listopada    | "Hey Jude"                         | The Beatles                |
| 23 listopada    | "Hey Jude"                         | The Beatles                |
| 30 listopada    | "Love Child"                       | The Supremes               |
| 7 grudnia       | "Love Child"                       | The Supremes               |
| 14 grudnia      | "I Heard It Through the Grapevine" | Marvin Gaye                |
| 21 grudnia      | "I Heard It Through the Grapevine" | Marvin Gaye                |
| 28 grudnia      | "I Heard It Through the Grapevine" | Marvin Gaye                |